# Nära infrarött
Nära infrarött (NIR) är elektromagnetisk strålning inom våglängdsområdet 750 nm - 1400 nm, det vill säga angränsande längre våglängder än synligt ljus. Nära infrarött är en del av det infraröda (IR) området och kallas även IR-A.
André-Marie Ampère demonstrerade 1835 att NIR-strålning har samma optiska egenskaper som visuellt ljus och drog slutsatsen att de var samma fenomen.

## Tillämpningar
Exempel på användningsområden är i mörkerkikare och liknande då reflektansen ofta är starkare i detta frekvensområde än i det visuella område.
NIR används ofta inom spektroskopi och även för multispektrala kameror.
Det finns lysdioder med våglängder inom NIR-området.